# Gösta Runö
Gösta Runö, né le 9 décembre 1896 à Stockholm et décédé le 13 novembre 1922 à Linköping en Suède, est un pentathlonien suédois.
Lors des Jeux olympiques d'été de 1920 à Anvers il remporte la médaille de bronze olympique de l'épreuve individuelle.

## Palmarès

### Jeux olympiques
- Médaillé de bronze en individuel lors des Jeux olympiques d'été de 1920 se tenant à Anvers ( Belgique)